# Wahnabad
Wahnabad (pers. وهن اباد) – miejscowość w Iranie, w ostanie Teheran. W 2006 roku miejscowość liczyła 1344 mieszkańców w 325 rodzinach.